# Adoretus sudanicus
Adoretus sudanicus är en skalbaggsart som beskrevs av Ohaus 1913. Adoretus sudanicus ingår i släktet Adoretus och familjen Rutelidae. Inga underarter finns listade i Catalogue of Life.